# Monts du Limousin
Ne doit pas être confondu avec Montagne limousine.
Pour les articles homonymes, voir Limousin.
 (août 2012).
Si vous disposez d'ouvrages ou d'articles de référence ou si vous connaissez des sites web de qualité traitant du thème abordé ici, merci de compléter l'article en donnant les références utiles à sa vérifiabilité et en les liant à la section « Notes et références ».
Le terme de monts du Limousin est utilisé en géographie pour décrire un ensemble de massifs du Massif central. Il ne définit ainsi pas une zone montagneuse unique mais un ensemble de petits massifs géographiquement et géologiquement proches, situés dans la région Nouvelle-Aquitaine (territoire de l'ancienne province du Limousin), reliés entre eux par des successions de vallées et de plateaux.

## Géographie

### Situation
Les monts du Limousin sont séparés des monts de la Marche au nord par le plateau limousin et la vallée de la Vienne. L'agglomération de Limoges est ainsi à mi-chemin entre la « ligne » des monts de la Marche et celle des monts du Limousin. Ils se prolongent à l'ouest par l'Angoumois, au sud par le Bas-Périgord (Périgord Blanc et Noir), le bassin de Brive et le causse corrèzien, la vallée de la Dordogne, et à l'est par les monts du Cantal, les monts Dore, la Combraille si l'on y inclut le plateau de Millevaches et le plateau de La Courtine, et par ces derniers sinon.

### Subdivisions
Ils comprennent, d'ouest en est :
- le petit massif de l'Arbre, situé en Charente, qui se place dans le prolongement du plateau limousin et des monts de Châlus ; il est donc inclus géographiquement dans les monts du Limousin.
- les monts de Châlus (et les hauteurs du Périgord vert) ;
- les monts de Fayat, eux-mêmes insérés dans le plateau limousin, qui occupe la moitié sud de la Haute-Vienne et un quart nord-ouest du département de la Corrèze ;
- le massif du Mont Gargan ;
- le massif des Monédières ;
- le plateau de Millevaches, qui représente environ les deux tiers des monts du Limousin, et qui est plus un ensemble confus de vallées et collines qu'un plateau parfait.

### Géologie
La région fait partie du socle varisque (hercynien) et montre une très grande diversité[précision nécessaire].
L'astroblème de Rochechouart-Chassenon forme un anomalie en limite nord-ouest des monts du Limousin (zone de carreaux bleu en diagonale sur la carte géologique).